# 7994 Бетеллен
7994 Бетеллен (7994 Bethellen) — астероїд головного поясу, відкритий 15 лютого 1983 року.
Тіссеранів параметр щодо Юпітера — 3,227.